# Valér Ferenczy

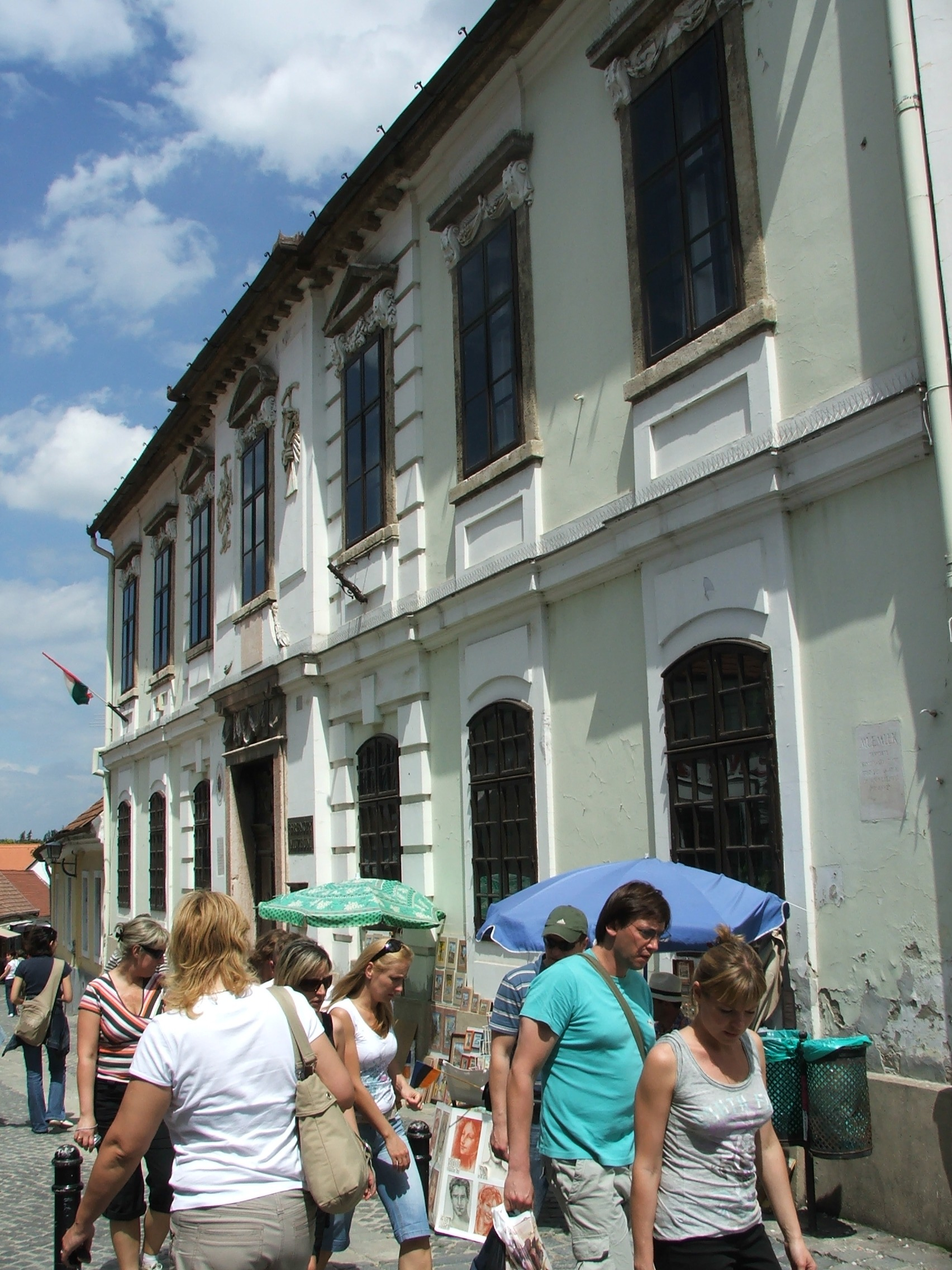
Museum rodiny Ferenczyových, kde jsou vystavena i díla Valéra Ferenczyho.

Valér Ferenczy (22. listopadu 1885, Kremnica – 23. prosince 1954, Budapest) byl maďarský malíř.
Nejstarší syn malíře Károlye Ferenczyho a umělkyně Olgy Fialkové pocházel ze skrznaskrz umělecké rodiny. Jeho mladší bratr Béni byl sochařem a sestra Noemi výtvarnicí. Ze všech tří dětí se však nejkomplexnějšího uměleckého vzdělání dostalo právě Valérovi. V letech 1896–1903 studaval na nagybányské škole, 1903 na Mnichovské akademii výtvarných umění, 1904 privátní školu Luise Corintha v Berlíně, 1905–1906 Julianovu akademii v Paříži, 1911–1912 Budapešťskou akademii umění a roku 1914 se vydal do Paříže studovat techniku leptu a grafiky.
Vystavoval již od svých 16 let, šel jednoznačně ve stopách svého otce, hluboká empatie k malbám Károlye Ferenczyho mu bránila v nalezení jeho vlastní umělecké cesty. Od svého otce se poněkud odlišoval tím, že se vyvarovával velkých barevných kontrastů (např. Ulice v Nagybányi, 1905). Věnoval se především krajinomalbě, zaujalo jej především okolí Nagybányi, Budapešť a Benátek.
Roku 1933 napsal monografii o životě svého otce. Poměrně velká výstava jeho díla se nachází v muzeu rodiny Ferenczyových v Szentendre.